# Londrina Basquete Clube
O Londrina Basquete Clube, mais conhecido como Londrina Basquete foi uma equipe profissional de basquete masculino da cidade de Londrina, Paraná. Participou dos campeonatos nacionais de 1997 a 2004 e foi no período o principal representante paranaense no basquete do país. 

## História
O time teve sua origem em 1996, como resultado de uma parceria entre a prefeitura da cidade, o clube Grêmio Londrinense e a empresa de transportes Grande Londrina. Para formar a base, foram trazidos atletas da equipe de basquete da Telesp, de São Paulo. Também da Telesp veio José Medalha, que foi o técnico do Londrina naquele primeiro ano. O time ficou em segundo lugar na Liga Nacional B, o que garantiu o acesso à disputa da divisão principal do ano seguinte. 
Em 1997 chegou o técnico Ênio Vecchi. Vecchi dirigiu a equipe por oito anos e com ele o Londrina participou das edições do Campeonato Nacional de Basquete de 1997 a 2004. A melhor campanha ocorreu no nacional de 2003, quando o time foi eliminado nas quartas de final e terminou na quinta colocação do geral. A equipe tinha uma torcida entusiasmada, que frequentemente enchia o ginásio Moringäo nas partidas. 
No Campeonato Paranaense a equipe foi dominante, tendo vencido o torneio em oito edições seguidas, de 1996 a 2003. 
Apesar do sucesso regional e da presença constante no torneio nacional, a equipe enfrentou desafios financeiros e a dificuldade de manter patrocínios de longo prazo. Em 2005, o Londrina Basquete Clube encerrou suas atividades. Outras equipes de basquete representaram Londrina em anos posteriores, com menos destaque. 

## Participações noCampenato Nacional de Basquete Masculino
| Edição | Equipes | Disputando como                    | Posição | J  | V  | D  | PF    | PC    |
| ------ | ------- | ---------------------------------- | ------- | -- | -- | -- | ----- | ----- |
| 1997   | 12      | Grêmio/Ametur/Londrina             | 8º      | 22 | 11 | 11 | 2.103 | 2.109 |
| 1998   | 14      | Grêmio/Londrina                    | 9º      | 26 | 13 | 13 | 2.230 | 2.286 |
| 1999   | 14      | Grêmio/Londrina/Aguativa           | 8º      | 26 | 12 | 14 | 2.203 | 2.218 |
| 2000   | 14      | Grêmio/Londrina/Sercomtel          | 8º      | 26 | 14 | 12 | 2.167 | 2.194 |
| 2001   | 16      | Londrina/Sercomtel/Consórcio União | 9º      | 30 | 15 | 15 | 2.699 | 2.701 |
| 2002   | 17      | Sercomtel/Londrina/Consórcio União | 9º      | 32 | 17 | 15 | 2.746 | 2.725 |
| 2003   | 17      | Londrina/Aguativa                  | 5º      | 32 | 20 | 12 | 2.883 | 2.802 |
| 2004   | 16      | Londrina/TIM                       | 9º      | 30 | 14 | 16 | 2.656 | 2.659 |

J: jogos, V: vitórias, D: derrotas, PF: pontos a favor, PC: pontos contra
| Jogos | Vitórias | Derrotas | Pontos a favor | Pontos contra |
| ----- | -------- | -------- | -------------- | ------------- |
| 224   | 116      | 108      | 19.687         | 19.694        |

*números relativos somente às temporadas regulares

## Jogadores
Mesmo com um orçamento limitado, o Londrina Basquete montou elencos competitivos que contavam também com jogadores internacionais, principalmente norte-americanos. Alguns jogadores marcantes:
| Nome                  | Posição     | Período     |
| --------------------- | ----------- | ----------- |
| Ivan Bonomi           | Pivô        | 1996 - 2001 |
| José Henrique Saviani | Ala-armador | 1996 - 2000 |
| Rodrigo Sant'anna     | Ala         | 1996 - 2003 |
| Leandro Binotto       | Armador     | 2001 - 2002 |
| Fábio Sant'anna       | Ala-pivô    | 1996 - 2001 |
| Ricardo Probst        | Pivô        | 2003 - 2004 |

| Nome                 | Posição  | Período     |
| -------------------- | -------- | ----------- |
| Walter Aikens (EUA)  | Ala      | 1997 - 1998 |
| Randy Bolden (EUA)   | Armador  | 1998 - 1999 |
| Patrick Savoy (EUA)  | Ala-pivô | 1999 - 2000 |
| Byron Bell (EUA)     | Pivô     | 1999        |
| Tony Smith (EUA)     | Armador  | 2000        |
| Winfred Walton (EUA) | Pivô     | 2001        |

## Títulos

### Estaduais
- Campeonato Paranaense: 8 vezes (1996, 1997, 1998, 1999, 2000, 2001, 2002 e 2003)